# Fjellhamar FK
Fjellhamar FK ist ein norwegischer Fußballverein aus Fjellhamar in der Gemeinde Lørenskog. Der Verein wurde 1976 gegründet. Der Verein spielt in der 5. divisjon, der sechsthöchsten Spielklasse im norwegischen Fußball.

## Stadion
Der Verein trägt seine Heimspiele im Fjellhamar Stadion und im Torshov Stadion aus. Beide Spielstätten haben einen Kunstrasen.

## Spieler
- Abdisalam Ibrahim (2005–2007) Jugend, (2006–2007) Spieler